# Ménard de Schomberg
Pour les articles homonymes, voir Schomberg.
Ménard de Schomberg (Meinhard von Schönberg) (30 juin 1641, Cologne – 5 juillet 1719), 3e duc de Schomberg, 1er duc de Leinster, 2e comte de Mértola, est un militaire protestant qui combat dans plusieurs pays avant de devenir général au service du roi Guillaume III d'Angleterre.

## Biographie
Ménard de Schomberg est le troisième fils de Frédéric-Armand de Schomberg (1615-1690), 1er duc de Schomberg, maréchal de France en 1675 ; et de son épouse, Johanna Elizabeth († 1664), fille de Heinrich Dietrich von Schönberg auf Wesel.
Il est un huguenot né en Allemagne. Il est ensuite au service du Portugal (1663-68), dans un régiment de cavalerie commandé par son père. Il s'installe ensuite à La Rochelle où il est naturalisé français. Il est officier dans l'armée française, où il atteint le grade de brigadier. Il participe à la Guerre de Hollande (1672-78), et y obtient le grade de maréchal-de-camp. Il se distingue notamment à la bataille de Kokersberg (7 octobre 1677), sous le commandement du maréchal François de Créquy, puis à Fribourg-en-Brisgau (14 novembre) et Rheinfelden (6 juillet 1678). Après la révocation de l'Édit de Nantes, il émigre en Hongrie où il combat les Turcs durant l'année 1686.
Ensuite, il rejoint son père à Berlin et entre au service de l'électeur Frédéric-Guillaume Ier de Brandebourg, comme général de cavalerie et colonel de dragons. Il est ensuite au service du prince Guillaume d'Orange qui est couronné Guillaume III d'Angleterre au début de 1689. Ce dernier l'envoie en Irlande en 1689. Il est commissionné général de cavalerie (General of the Horse) le 19 avril 1690.
Il commande l'aile droite de l'armée du roi Guillaume III à la bataille de la Boyne en 1690. Il est décrit comme se battant avec rage pour venger la mort de son père advenu plus tôt ce jour-là. Il est naturalisé anglais l'année suivante. Le roi le récompensa en 1691 avec les titres de Meinhard baron Tara (Tarragh), comte de Bangor, et duc de Leinster dans la pairie d'Irlande.
Durant les absences du roi, il exerce la fonction de commandant en chef des forces royales anglaises, de mai 1691 à 1697. À la mort, sans descendance, de son frère Charles à la bataille de La Marsaille, il lui succède comme duc de Schomberg. Après la mort du roi en 1702, il est fait chevalier de la Jarretière.
En 1703, il est commandant en chef des forces anglaises envoyées au Portugal, à cause de son passé militaire au service portugais. Tombant en dépression, son commandement est désastreux, et il est remplacé en milieu de campagne par Henri de Massué, et renvoyé en Angleterre. Il n'est plus jamais en service actif par la suite.
À l'accession de George Ier, en 1714, il se retire de la vie publique. Il meurt en 1719 dans sa maison de Hillingdon.

## Famille et descendance
Le 3 août 1667 à la Rochelle, il épouse Barbara-Louise, fille de Jean-Jérôme Rizzi et de Maria-Marguerite Callovi de Montferrat. Il se remarie, le 4 janvier 1683, à Caroline-Élisabeth, fille de Charles-Louis, électeur palatin, et de sa femme Louise de Degenfeld. De ce dernier mariage, il a trois enfants :
- Charles (1691-1713), utilise le titre de courtoisie de marquis de Harwich, mort sans descendance ;
- Frédérique, qui est la mère de Robert d'Arcy, 4e comte d'Holderness ;
- Marie (née en 1692), épouse de son cousin Christophe-Martin de Degenfeld, desquels descend la famille de Degenfeld-Schomberg.

## Sources et références
1. 1 2 3 4 5 6 7 8 9 10 11 12 13 14 15 16 17 18 19 20 21 22 23 24 25 26  John Childs, « Schomberg, Meinhard, duke of Leinster and third duke of Schomberg (1641–1719) », Oxford Dictionary of National Biography, Oxford University Press, édition en ligne, janvier 2011.

- Liste des officiers et frères d'armes réfugiés huguenots de Schomberg dans ses combats au service de Guillaume d'Orange en 1688 et 1689 (pages 265 et 272) Séances et travaux de l'Académie des sciences morales et politiques